# Bank of England Museum

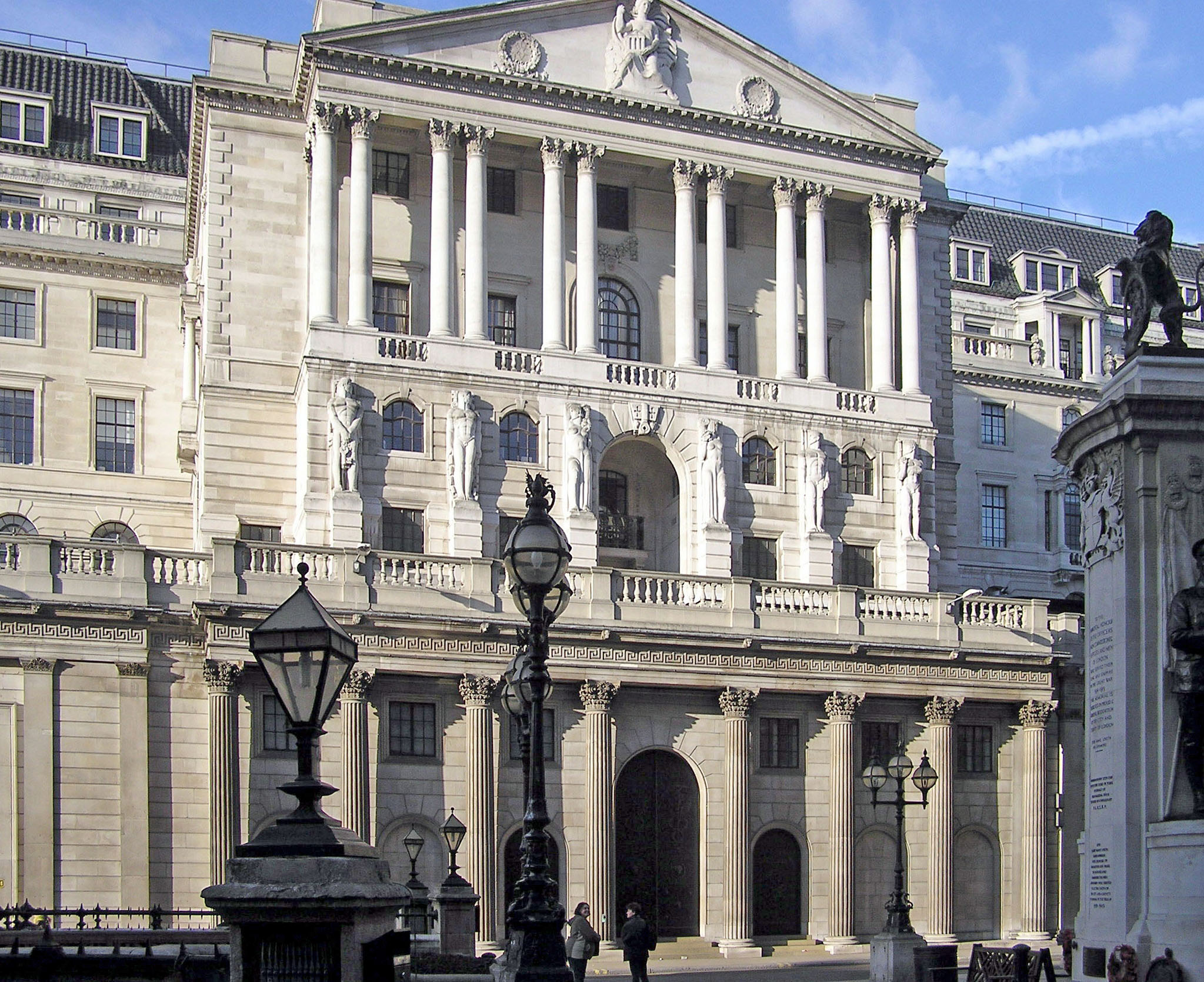
Bank of England

Het Bank of England Museum is gelegen aan Bartholomew Lane in Londen. Het werd op 16 november 1988 door Elizabeth II geopend.
Het museum vertelt het verhaal over de nationale bank van Engeland: de Bank of England. In het museum kan de bezoeker alles te weten komen over de historie van de bank, en toont het het financiële systeem, met veel informatie over valuta. Er worden ook goudstaven bewaard, in het museum kan de bezoeker er zelf één proberen op te tillen.